# Klerken
Klerken är en ort i Belgien.   Den ligger i provinsen Västflandern och regionen Flandern, i den västra delen av landet, 100 km väster om huvudstaden Bryssel. Klerken ligger 33 meter över havet och antalet invånare är 1 831.
Terrängen runt Klerken är huvudsakligen mycket platt. Klerken ligger uppe på en höjd. Runt Klerken är det ganska tätbefolkat, med 144 invånare per kvadratkilometer.. Närmaste större samhälle är Roeselare, 16,0 km öster om Klerken. 
Trakten runt Klerken består till största delen av jordbruksmark.